# Stephenson 2DFK1
Stephenson 2 DFK 1 (afgekort tot RSGC2-01), ook bekend als Stephenson 2-18 (afgekort tot St2-18), is een rode superreus of mogelijk extreem rode hyperreus ster in het sterrenbeeld Schild. Hij ligt nabij de open sterrenhoop Stephenson 2, die zich op ongeveer 19.000 lichtjaren van de aarde bevindt in de Scutum-Centaurus-arm van het Melkwegstelsel, en er wordt verondersteld dat hij samen met een groep andere sterren op dezelfde afstand ligt, hoewel sommige studies de ster beschouwen als een niet-verwante rode superreus of een rode superreus op de voorgrond. In dat geval behoort de ster niet tot de sterrenhoop.  Het is potentieel een van de grootste bekende sterren, een van de helderste rode superreuzen en een van de helderste sterren in de Melkweg.

## Observatiegeschiedenis
De open sterrenhoop Stephenson 2 werd in 1990 ontdekt door de Amerikaanse astronoom Charles Bruce Stephenson op basis van gegevens verkregen door diepe infraroodmetingen. De cluster staat ook bekend als RSGC2, een van de vele enorme open clusters in Scutum, die elk meerdere rode superreuzen bevatten.
De helderste ster in het gebied van de cluster kreeg de identificatie 1 bij de eerste analyse van de eigenschappen van clusterleden. Ze werd echter niet beschouwd als lid van Stephenson 2 vanwege haar afgelegen ligging, abnormaal hoge helderheid en enigszins atypische eigenbeweging, maar werd in plaats daarvan gecategoriseerd als een niet-verwante rode superreus.
In een later onderzoek kreeg dezelfde ster het nummer 18 en werd zij toegewezen aan een afgelegen groep sterren genaamd Stephenson 2 SW, waarvan werd aangenomen dat deze zich op een vergelijkbare afstand van de kerncluster bevond. De aanduiding St2-18 (afkorting van Stephenson 2-18) wordt vaak gebruikt voor de ster, volgens de nummering uit Deguchi (2010).  Om te voorkomen dat hetzelfde nummer voor verschillende sterren, en verschillende nummers voor dezelfde ster, worden gebruikt, krijgen aanduidingen uit Davies (2007) vaak het voorvoegsel DFK of D, bijvoorbeeld Stephenson 2 DFK 1 of eenvoudigweg D1 waarbij de context helder is.
In 2012 werd Stephenson 2 DFK 1, samen met 56 andere rode superreuzen, waargenomen in een onderzoek naar de maseremissie van rode superreuzen in de Melkweg. De studie heeft de eigenschappen van deze rode superreuzen afgeleid met behulp van de Australia Telescope Compact Array (ATCA) en het DUSTY-model. Stephenson 2 DFK 1 was een van de genoemde rode superreuzen. Datzelfde jaar werd ze opnieuw waargenomen voor een onderzoek naar de soorten masers op rode superreuzensterren in clusters.  In 2013 werd in een onderzoek naar de rode superreuzen in Stephenson 2 Stephenson 2 DFK 1 (ook wel D1 genoemd) waargenomen.  In verschillende latere onderzoeken werd de ster beschreven als een "rode superreus van het zeer late type".
Het werd ook opgemerkt in Humphreys et al. (2020), zij het ten onrechte RSGC1-01 genoemd, een andere zeer grote en lichtkrachtige rode superreus in het sterrenbeeld Scutum.

## Afstand
Toen de cluster voor het eerst werd ontdekt in 1990, werd oorspronkelijk geschat dat Stephenson 2, en dus Stephenson 2 DFK 1, een afstand had van ongeveer 98.000 lichtjaren, wat veel verder weg is dan men vandaag de dag denkt. 
Uit een onderzoek van 2007 blijkt dat een kinematische afstand van 19.000 lichtjaren aannemelijker is. Dit is aanzienlijk dichterbij dan de oorspronkelijke afstand geciteerd door Stephenson (1990). Vanwege het twijfelachtige lidmaatschap van Stephenson 2 DFK 1 werd de afstand echter niet direct aanvaard. Deze waarde werd later overgenomen in een recent onderzoek naar de cluster. 
Een vergelijkbare kinematische afstand van 5,5 kiloparsec (18.000 lichtjaar) werd gerapporteerd in een onderzoek uit 2010, afgeleid van de gemiddelde radiële snelheid van vier van de leden van de cluster (96 kilometer per seconde) en van de associatie met een groep sterren nabij Stephenson 2, Stephenson 2 SW, gelegen nabij de Scutum-Centaurus-arm van de Melkweg. Deze waarde werd later overgenomen in een onderzoek uit 2012 om de lichtkracht van de ster te berekenen. Opgemerkt wordt dat de onzekerheid in de afstand groter was dan 50%. Desondanks wordt ook gesteld dat de afstanden tot massieve sterrenhopen in de toekomst zullen verbeteren.
Verheyen et al. (2013) gebruikten de gemiddelde radiële snelheid van de cluster (+109,3 ± 0,7 kilometer per seconde) om een kinematische afstand van ongeveer 6 kiloparsec (20.000 lichtjaar) voor de cluster af te leiden. De radiële snelheid van Stephenson 2 DFK 1 werd echter bepaald op slechts 89 kilometer per seconde, wat heeft bijgedragen aan de conclusie dat de ster een voorgrond superreus is die geen verband houdt met de cluster.

## Fysieke eigenschappen

### Evolutionaire fase

Het Australia Telescope Compact Array werd gebruikt om de bolometrische helderheid en effectieve temperatuurschattingen van Stephenson 2 DFK 1 uit 2012 af te leiden

Stephenson 2 DFK 1 wordt gewoonlijk geclassificeerd als een rode superreus, net als de andere sterren in de cluster. Bepaalde raadselachtige eigenschappen, zoals het aanzienlijke infraroodexces van de ster, hebben de auteurs van Davies (2007) er echter toe gebracht te stellen dat de ster mogelijk een extreem rode hyperreus is, vergelijkbaar met VY Canis Majoris. Er wordt ook beweerd dat Stephenson 2 DFK 1 op het punt staat zijn buitenste lagen uit te werpen en te evolueren naar een lichtgevende blauwe variabele (LBV) of Wolf-Rayet-ster (WR-ster). 

### Lichtkracht
De eerste berekening van de lichtkracht van de ster werd in 2010 gepubliceerd. Er wordt uitgegaan van een lidmaatschap van het Stephenson 2-cluster op 5,5 kpc en het is gebaseerd op 12 en 25 μm fluxdichtheden, wat een relatief bescheiden helderheid van 90.000 L☉ (zonnelichtkracht) oplevert. Twee jaar later gaf een nieuwe berekening van de bolometrische lichtkracht door de spectrale energieverdeling (Spectral Energy Distribution; SED) te fitten met behulp van het DUSTY-model  een zeer hoge lichtkracht van bijna 440.000 L☉.
De meest recente berekening, gebaseerd op SED-integratie (gebaseerd op gepubliceerde fluxen) en uitgaande van een afstand van 5,8 kpc, geeft een bolometrische lichtkracht van 630.000 L☉. Er is opgemerkt dat de SED van Stephenson 2 DFK 1 eigenaardig is en niet kan worden aangepast aan de standaard verrodingswetten. Dit zou impliceren dat de ster een hogere extinctie heeft en dat hij feitelijk helderder is, wat twijfel doet rijzen over zijn lidmaatschap (omdat het de vraag is of de ster tot die cluster behoort of op zichzelf staat). Zoals vermeld in een onderzoek uit 2012, is de associatie van sterren verspreid over een groot gebied, waarbij Stephenson 2 opgaat in zijn directe omgeving.

### Temperatuur
Een effectieve temperatuur van 3.200 K werd berekend in een onderzoek uit 2012 door middel van SED-integratie met behulp van het DUSTY-model, waardoor het veel koeler zou zijn dan de koelste rode superreuzen voorspeld door de evolutietheorie van sterren (doorgaans rond 3.500 K ). Deze effectieve temperatuur is echter onwaarschijnlijk, aangezien een temperatuur voorbij de Hayashi-lijn van ~3550 K erop zou kunnen wijzen dat deze zich niet in hydrostatisch evenwicht bevindt.

### Spectraal type
In 2007 hebben Davies et al. de spectraalklasse van Stephenson 2 DFK 1 geschat op M5 of M6, ongebruikelijk en erg laat voor zelfs een rode superreus, gebaseerd op zijn CO-bandhoofdabsorptie. Negueruela et al. (2013) identificeerden het spectraaltype van Stephenson 2 DFK 1 rond M6, vergelijkbaar met de spectraalklasse benaderd door Davies et al. 2007, gebaseerd op het spectrum en de kenmerken van bepaalde spectrale kenmerken, zoals spectraallijnen van titaniumoxide (TiO) .

### Straal
Een straal van 2.150 R☉ (1.500.000.000 km; 10,0 au) is afgeleid van een bolometrische lichtkracht van bijna 440.000 L☉ en een geschatte effectieve temperatuur van 3.200 K, die aanzienlijk groter is dan de theoretische modellen van de grootste rode superreuzen voorspeld door de stellaire evolutietheorie (ongeveer 1.500 R☉). Ervan uitgaande dat deze waarde correct is, zou dit hem groter maken dan andere beroemde rode superreuzen, zoals Antares A, Betelgeuze, VV Cephei A, Mu Cephei en VY Canis Majoris. Niettemin blijft de omvang ervan onzeker totdat toekomstige waarnemingen de eigenschappen ervan met grote zekerheid berekenen.

### Massaverlies
Er wordt geschat dat Stephenson 2 DFK 1 een massaverlies heeft van ongeveer 1,35x 10−5 M☉ per jaar,, wat een van de hoogst bekende is voor alle rode superreuzensterren. Het is mogelijk dat Stephenson 2 DFK 1 onlangs een episode van extreem massaverlies heeft ondergaan, vanwege het aanzienlijke infraroodexces. In 2013 werd in een artikel dat de rode superreuzen in Stephenson 2 beschrijft, gesteld dat Stephenson 2 DFK 1 (ook wel D1 genoemd) en D2 (een ander lid van Stephenson 2) maser-emissies hebben, wat aangeeft dat ze het hoogste massaverlies in de cluster hebben. Alleen de sterren met de hoogste bolometrische lichtkracht in de cluster lijken maser-emissies te vertonen.  Stephenson 2 DFK 1 vertoont een sterke silicaatemissie, vooral bij golflengten van 10 μm en 18 μm. Er werden ook watermasers in de ster gedetecteerd.

## Lidmaatschap

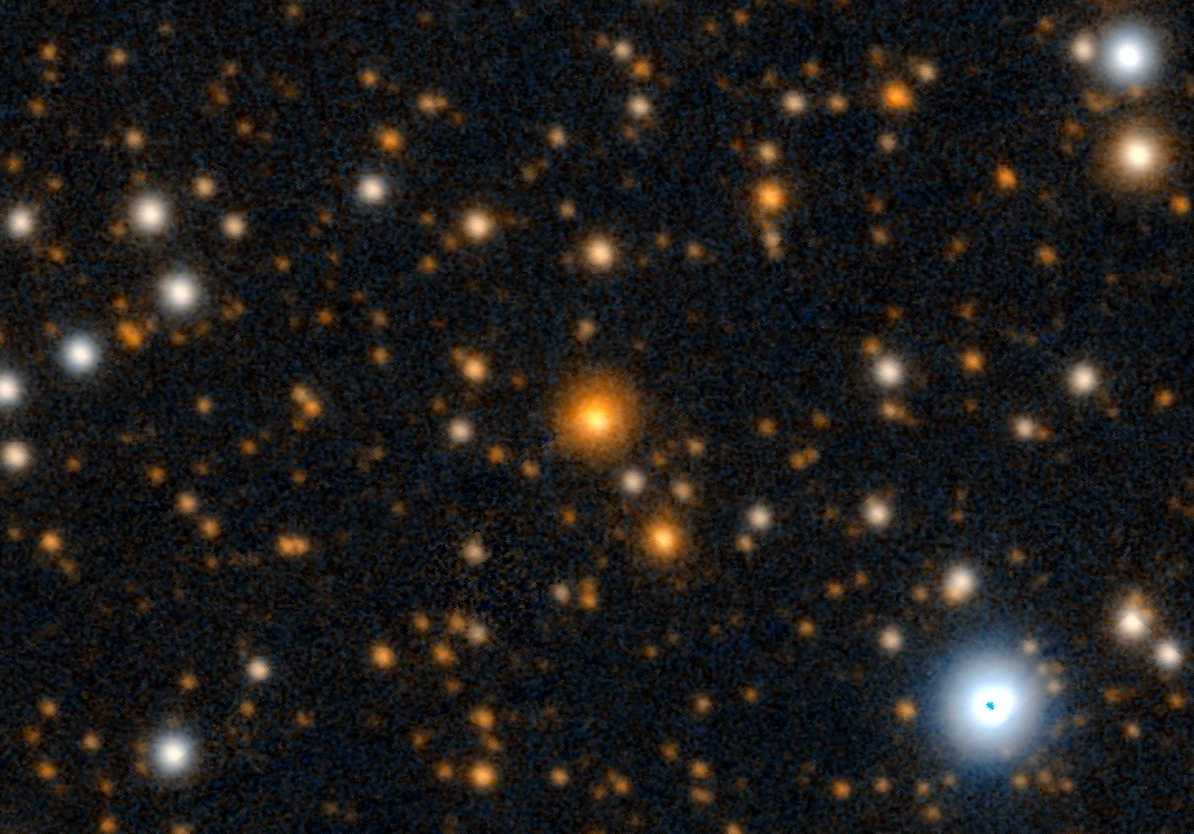
Stephenson 2 DFK 1 gezien door Pan-STARRS DR1

Er wordt al een tijdje gedebatteerd of deze ster daadwerkelijk deel uitmaakt van zijn veronderstelde cluster. Omdat zijn radiële snelheid lager ligt dan die van andere clustersterren, maar er wel enkele tekenen van lidmaatschap zijn. Sommige bronnen stellen dat het onwaarschijnlijk is dat de ster een voorgrondreus is (en dus op zichzelf staat).  Recentere artikelen beschouwden de ster echter als een onwaarschijnlijk lid vanwege zijn extreme en inconsistente eigenschappen. 
Met behulp van radiële snelheden bepaald op basis van siliciumoxide (SiO) maser-emissie en IR CO-absorptie, werd Stephenson 2 DFK 1 in een onderzoek naar rode superreuzenmasers in massieve clusters beschouwd als een voorgrond superreus, die geen verband houdt met Stephenson 2. Dit komt door de lagere radiële snelheid die aanzienlijk verschilt van die van andere sterren uit Stephenson 2. Desondanks kan het lidmaatschap van Stephenson 2 DFK 1 nog niet worden uitgesloten. 
Een andere mogelijkheid is dat Stephenson 2 DFK 1 feitelijk een lid is, omdat de radiële snelheid ervan wordt gecompenseerd door een uitzettend optisch dik omhulsel. Het snelheidsverschil tussen de radiële snelheid van deze ster en Stephenson 2 zelf (20 kilometer per seconde) is een typische uitstroomsnelheid voor rode superreuzen. Eén onderzoek suggereert dat Stephenson 2 DFK 1 deel uitmaakt van een cluster gerelateerd aan Stephenson 2, Stephenson 2 SW, waarvan wordt aangenomen dat deze zich op dezelfde afstand bevindt als de kerncluster zelf. Deze voorgestelde cluster bevat verschillende andere massieve sterren en rode superreuzen, waaronder Stephenson 2 DFK 49.